# Correbia euryptera
Correbia euryptera är en fjärilsart som beskrevs av Paul Dognin 1916. Correbia euryptera ingår i släktet Correbia och familjen björnspinnare. Inga underarter finns listade i Catalogue of Life.